# Tiberiu Bălan
Tiberiu Gabriel Bălan (* 17. Februar 1981 in Ocna Mureș) ist ein rumänischer ehemaliger Fußballspieler.

## Karriere
Im Alter von 16 Jahren kam Bălan in den Kader der ersten Mannschaft von Universitatea Cluj, das seinerzeit in der Divizia A spielte. Im Februar 1998 kam er dort zu seinem ersten Einsatz. In seinen ersten beiden Spielzeiten kam er kaum zum Zuge. Erst nach dem Abstieg in die Divizia B am Ende der Saison 1998/99 wurde er zum Stammspieler. In der Winterpause 1999/2000 verließ er Cluj und schloss sich dem Erstligisten Rapid Bukarest an. Beim Vizemeister 2000 kam er jedoch nur auf wenige Einsätze, so dass er in der Winterpause 2000/01 an den Ligakonkurrenten Gaz Metan Mediaș ausgeliehen wurde. Mit Gaz Metan musste er am Saisonende absteigen.
Im Sommer 2001 verließ Bălan Rapid und wechselte zum Lokalrivalen Sportul Studențesc. War er in den ersten beiden Spielzeiten noch Ergänzungsspieler, wurde er nach dem Abstieg 2003 zur Stammkraft. Auch nach dem sofortigen Wiederaufstieg gehörte er zu den Leistungsträgern und steuerte in der Spielzeit 2005/06 zwölf Treffer zum Erreichen des vierten Platzes bei. Nach diesem Erfolg musste Sportul aufgrund von Steuerschulden in die Liga II absteigen. Anschließend kam Bălan seltener zum Einsatz. Im Januar 2008 wurde er an den Erstligisten FCU Politehnica Timișoara ausgeliehen, wurde dort jedoch nur selten eingesetzt. Im Sommer 2008 kehrte er zu Sportul zurück, das ein erneutes Leihgeschäft mit Unirea Urziceni vereinbarte. Dies wurde für ihn zum Glücksgriff, da er dort zur Stammkraft wurde und die Meisterschaft 2009 gewinnen konnte. Anschließend wurde er erneut für ein halbes Jahr nach Urziceni ausgeliehen, kam aber nur noch selten zum Zuge. In der Rückrunde 2009/10 spielte er Leihweise für Rapid Bukarest, kam aber nur zu einem einzigen Einsatz.
Nach seiner Rückkehr zu Sportul, das gerade in die Liga 1 aufgestiegen war, wurde er in der Spielzeit 2010/11 zum Stammspieler und konnte mit zwölf Toren an frühere Leistungen anknüpfen. Die Saison schloss er mit seiner Mannschaft zwar auf dem letzten Platz ab, schaffte aber dennoch den Klassenerhalt, die viele andere Klubs keine Lizenz erhielten. Wenige Spieltage nach Beginn der Saison 2011/12 nahm ihn der Lokalrivale Steaua Bukarest unter Vertrag. Bei Steaua konnte er sich nicht durchsetzen und löste seinen Vertrag im Januar 2013 auf. Im Sommer 2013 kehrte er zu Rapid Bukarest zurück. Dort kam er in der Spielzeit 2013/14 nur auf wenige Einsätze und kehrte mit seinem Klub in die Liga 1 zurück. Anschließend wurde sein Vertrag nicht verlängert und er war wenige Monate ohne Verein. Im September verpflichtete ihn Zweitligist FC Voluntari. Dort kam er zunächst nur unregelmäßig zum Einsatz. Erst in der Meisterrunde 2014/15 kam er häufiger zum Zuge und stieg mit seinem Klub in die Liga 1 auf. Weniger Wochen später löste er seinen Vertrag in Voluntari auf und wechselte zu Farul Constanța in die Liga II. Nach der Saison beendete er seine Karriere.

## Nationalmannschaft
Im November 2004 nominierte der damalige Nationaltrainer Anghel Iordănescu Bălan erstmals für ein Spiel der rumänischen Nationalmannschaft, setzte ihn jedoch nicht ein. Erst unter Iordănescus Nachfolger Victor Pițurcă kam er am 9. Februar 2005 gegen die Slowakei zu seinem ersten Länderspiel, als er in der 70. Minute für Florentin Petre eingewechselt wurde. Zwischen August 2005 und Mai 2006 gehörte er regelmäßig zum rumänischen Aufgebot. Anschließend dauerte es mehr als drei Jahre, bis Pițurcăs Nachfolger Răzvan Lucescu Bălan im Oktober 2009 berief, ihn den abschließenden Qualifikationsspielen zur Weltmeisterschaft 2010 aber nicht einsetzte.
Im August 2011 gehörte Bălan unter dem neuen Trainer Pițurcă zum letzten Mal dem Kreis der Nationalmannschaft an und kam im Freundschaftsspiel gegen San Marino in der ersten Halbzeit zum Einsatz.

## Erfolge
- Rumänischer Meister: 2009